# 坂道コロンブス
坂道コロンブス（さかみちコロンブス）は、かつてホリプロコムで活動していたお笑いコンビ。1994年結成。2004年10月14日、林の不祥事により解散。

## メンバー
共に京都府綴喜郡八幡町（現・八幡市）出身。
- 松丘 慎吾（まつおか しんご、1970年2月19日 - ）血液型O型、身長170 cm、体重67 kg。

ボケ担当、立ち位置は左。趣味は握手、特技は拍手。
坂道コロンブス結成前は、松竹芸能に所属し「パスポーター」というコンビで2年間活動。坂道コロンブスの頃の事務所はホリプロコム。「鼻エンジン」結成を機にSMA NEET Projectに移籍したが相方・村田渚（元・フォークダンスDE成子坂）の急死により太田プロダクションに移籍する。以降、現在の事務所は太田プロダクション。
2011年1月2日、事務所の後輩芸人である赤プルと入籍、後にお互いコンビを結成（後述）。

- 林 伸行（はやし のぶゆき、1969年4月4日 - ）血液型B型、身長172 cm、体重55 kg。

ツッコミ担当、立ち位置は右。趣味は宴会、特技は幹事。同姓同名のホルン奏者・林伸行（九州交響楽団）とは別人である。
顔がロックバンドSIAM SHADEのボーカル担当の栄喜に顔が似ているとの理由でライブに、招待されたことがある。
2004年に自身が起こした強制猥褻により逮捕された（後述）。解散後は芸能活動を行っていない。

## 略歴
松丘は当初ミュージシャン志望だったが、父親のすすめにより松竹芸能養成所に通い、松竹芸能に所属し「パスポーター」というコンビで2年間活動。解散後上京し、松丘が当時劇団員として先に上京していた同学年の林を誘い、1994年9月に「坂道コロコロ」としてデビューする。コンビ名の由来は当時のマネージャーから無理矢理付けられた名前だという。一時期、『ボキャブラ天国』内で鈴木史朗の命名で「エンヤコラさ」に改名したが、短期間で元のコンビ名に戻った。『爆笑オンエアバトル』には番組開始当初である1999年より出演し、合格・不合格を交互に繰り返した事から「坂コロジンクス」というフレーズを定着させた。
2001年5月ごろに「坂道コロンブス」と改名。以降もオンエアバトルに出演し、2001年9月から2003年6月まで最多出場記録を塗り替え続け、当時最多である通算26回の挑戦をする程の常連であった（後に更新され、番組終了時の最多記録は「号泣」の32回である）。また、12勝14敗と負け越している芸人の中で最多オンエア記録を持つ。
2003年1月、旧M2カンパニーを前身とする子会社・ホリプロコムの発足により同社に移籍する。
2004年9月8日、林が実家への帰省中、その実家のある男山団地内で少女への強制猥褻を犯した容疑により京都府警八幡警察署に逮捕されていた事が発覚した。これが原因となり林はホリプロコムのマネジメント契約を懲戒解除され、2004年10月14日をもって事実上の解散となった。
解散後、松丘は2005年に元・フォークダンスDE成子坂のメンバーであった村田とコンビ『鼻エンジン』を結成し、同年のM-1グランプリでは準決勝にまで進出するなどの活躍を見せるが、それから約1年後の2006年11月11日に村田がクモ膜下出血のため急逝したため、これにより再び突如としてコンビは事実上の解散となった。
その後、2008年に元ノンキーズのヤマザキモータースとコンビ・『くらげライダー』を結成するも、こちらも2014年5月末に解散した。2015年現在は妻である赤プルと共に夫婦コンビである『チャイム』として活動中。

## 出演していた番組

### テレビ
- ボキャブラ天国シリーズ（キャッチフレーズは『ローリングサンダー』→『目指せ！Vシネマ』→『エンヤコラさもとい』）
- ブレイクもの!
- ジャムパラ
- P-STOCK（フジ）
- こんな私に誰がした
- 禁断!ハダカの王様
- 愛に恋（テレビ埼玉）
- 爆笑オンエアバトル - 戦績12勝14敗 最高515KB
- 第3回チャンピオン大会 セミファイナル9位敗退
  - 「坂道コロコロ」で9勝5敗、「坂道コロンブス」で3勝9敗。番組ではコントでの挑戦が多く、ショートコントでの挑戦もあった。また、2001年5月19日放送回では初めて漫才を披露し、405KBでオンエアを獲得した。因みにこの回が「坂道コロコロ」として最後の挑戦回だった。このようにコント、漫才、ショートコントと3つのジャンルでオンエアを獲得している。[7]
  - 初挑戦は499KBでトップ通過であった。このときはバケツの計量に誤差があったためかオーバー500を達成することが出来なかった。この記録は歴代で彼らとアンジャッシュのみしか達成していない(共に1999年5月16日放送回で達成)。
  - 上述の通り初オンエア後からオンエアとオフエアを交互に繰り返しており、これが11回挑戦時まで続いた。12回目の挑戦で初の連勝を達成しそこから4連勝と好調だったが、改名後は改名前には経験しなかった連敗や再びオンエアとオフエアを交互に繰り返すなど苦戦していた。連敗は最長で5連敗を記録し、連勝の最長である4を上回ってしまった。
  - オフエア回数14回はワースト3位の記録となっている。
- 笑う子犬の生活R
- エンタの神様 - キャッチコピーは「笑いの冒険家」
- ママまっしぐら!
- なぜ?謎!ごはん。（テレ東）※林のみ出演
- 彼女が死んじゃった。

### CM
- 明治生命 - ハッピーチェックキャンペーン（1999年）